# Cantonul Nogent-le-Rotrou
Cantonul Nogent-le-Rotrou este un canton din arondismentul Nogent-le-Rotrou, departamentul Eure-et-Loir, regiunea Centru, Franța.

## Comune
| Comune                       | Populație (1999) | Cod poștal | Cod INSEE |
| ---------------------------- | ---------------- | ---------- | --------- |
| Argenvilliers                | 369              | 28480      | 28010     |
| Brunelles                    | 543              | 28400      | 28063     |
| Champrond-en-Perchet         | 402              | 28400      | 28072     |
| La Gaudaine                  | 182              | 28400      | 28175     |
| Margon                       | 1 252            | 28400      | 28236     |
| Nogent-le-Rotrou             | 11 124           | 28400      | 28280     |
| Saint-Jean-Pierre-Fixte      | 283              | 28400      | 28342     |
| Souancé-au-Perche            | 546              | 28400      | 28378     |
| Trizay-Coutretot-Saint-Serge | 468              | 28400      | 28395     |
| Vichères                     | 314              | 28480      | 28407     |